# Protocol for Carrying Authentication for Network Access
PANA (Protocol for Carrying Authentication for Network Access) es un protocolo basado en IP que permite a un dispositivo autenticarse para obtener acceso a la red y a los servicios que en esta última se disponen. PANA no define un nuevo método de autenticación, distribución de claves o un protocolo de derivación de las mismas. PANA es un protocolo definido con la intención de actuar como EAP Lower Layer, o lo que es lo mismo, pensado para transportar métodos de autenticación definidos en el protocolo EAP. 
PANA soporta varios métodos de autenticación. Además, es un protocolo que funciona independientemente de la tecnología utilizada en la capa de enlace. 
PANA es un Protocolo definido por el IETF, descrito en RFC 5191.

## Historia
Existe un gran abanico de posibilidades para manejar los procesos de autenticación y acceso a la red. Este aspecto es negativo para los operadores de red, puesto que necesitan considerar diferentes mecanismos de autenticación. Además se suma el hecho de que para desarrollar nuevas extensiones a los procesos de autenticación hay que tener en cuenta la tecnología de acceso utilizada en la red subyacente.
Para tratar de zanjar la problemática surgida de la utilización de soluciones propietarias en el control del acceso a la red, el IETF ha desarrollado, por medio del PANA Working Group, el protocolo denominado Protocol for carrying Authentication for Network Access y su arquitectura asociada. PANA provee de un mecanismo de autenticación y autorización de acceso a una red, el cual funciona a nivel de aplicación sea cual sea el protocolo utilizado en los niveles inferiores.

## Entidades PANA
- PaC (PANA Client). es la entidad en la que se encierra la parte cliente del protocolo. Obviamente, esta parte reside en el nodo que quiere acceder a la red. La idea es que el software del cliente pueda ser introducido tanto en PCs portátiles o sobremesas como PDAs o teléfonos móviles. El PaC es el responsable de realizar la petición de acceso a la red y participar en el proceso de autenticación utilizando PANA.

- PAA (PANA Authentication Agent) se trata de la entidad que contiene la parte servidor del protocolo. Su función es la de comunicarse con los PaCs para autenticarlos y autorizarles el acceso un determinado servicio de red. En el caso de que la arquitectura EAP asociada esté configurada como pass-through, el PAA consulta a un servidor de autenticación que implemente la funcionalidad de un servidor EAP para verificar las credenciales que el cliente ha presentado durante la realización de la petición.

- AS (Authentication Server) se trata del servidor AAA de la arquitectura asociada a este protocolo. Contiene la información necesaria para verificar las credenciales de un PaC. Este nodo recibe las peticiones del PAA ”de parte de” los PaCs y responde con el resultado de la verificación de los datos y con los parámetros de la autorización, por ejemplo: el ancho de banda permitido, la configuración de IP, etc.

- EP (Enforcement Point) encargado de filtrar el tráfico proveniente de los clientes que ya han sido autenticados y autorizados. Básicamente un EP representa un punto de conexión a la red en el que se implementan una serie de filtros, ya sean criptográficos (IPsecIPsec) o no criptográficos (filtros IP), para descartar ciertos paquetes en función de una serie de parámetros. Estos parámetros son los que tiene asociados cada PaC como resultado del proceso de autenticación y autorización realizado. Típicamente, la función de EP es realizada por un dispositivo de red, tal como un punto de acceso o un router.

## Mensajes PANA
- PANA-Client-Initiator (PCI) este mensaje es enviado por parte del PaC para notificar al PAA el inicio del proceso de autenticación.

- PANA-Auth-Request/Answer (PAR/PAN) estos mensajes son utilizados durante la fase de autenticación y autorización y en el transcurso de la fase de reautenticación. Permiten negociar algunos parámetros entre el PaC y el PAA (activando el flag S en el primer intercambio de estos mensajes), y transportar los paquetes EAP en el resto de intercambios realizados. Para indicar que se ha terminado el proceso de autenticación, estos mensajes incluyen el flag C activo.

- PANA-Notification-Request/Answer (PNR/PNA) Este tipo de mensajes es intercambiado una vez que el PaC ha sido correctamente autenticado. Son usados para comprobar si los dos extremos de las comunicación siguen funcionando correctamente y para señalar el comienzo de un proceso de reautenticación (activando el flag A).

- PANA-Termination-Request/Answer (PTR/PTA) Estos mensajes son intercambiados para llevar a cabo la finalización de una sesión establecida entre el PaC y el PAA como resultado del proceso de autenticación. Tanto el PaC como el PAA puede iniciar este intercambio de mensajes.